# Ji-Paraná
Ji-Paraná este un oraș în Rondônia (RO), Brazilia.